# Palawanomys furvus
Genre
Espèce
Statut de conservation UICN

 LC  : Préoccupation mineure
Palawanomys furvus est la seule espèce du genre Palawanomys. C'est un rongeur de la sous-famille des Murinés que l'on trouve uniquement dans les forêts pluviales de Palawan aux Philippines.

## Référence
- Musser & Newcomb, 1983 : Malaysian murids and the giant rat of Sumatra. Bulletin of the American Museum of Natural History 174-4 pp 327-598.

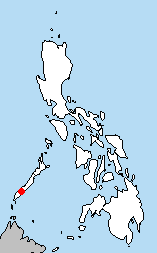
Carte de répartition de Palawanomys aux Philippines.